# 圣比森特德拉瓦尔克拉
圣比森特德拉瓦尔克拉，是西班牙坎塔布里亚的一个市镇。总面积41平方公里，总人口4391人（2001年），人口密度107人/平方公里。